# Mesoplasma tabanidae
Mesoplasma tabanidae è una specie di batterio appartenente alla famiglia delle Entomoplasmataceae.